# Деклінізм
Деклінізм — це зневажливий термін, який використовується для опису ідей та аналізу мислителів, які вважають, що країна чи цивілізація перебуває в занепаді, будь то економічному, культурному чи геополітичному. Такий погляд часто підкреслює негативні тенденції й зосереджується на минулих досягненнях, не помічаючи потенціалу для майбутнього зростання або позитивних змін.
У контексті України проявом занепаду може бути сприйняття того, що геополітичний вплив країни значно зменшився з моменту здобуття незалежності у 1991 році. Така точка зору може підкреслювати такі виклики, як політична нестабільність, корупція та конфлікти з сусідніми країнами, применшуючи при цьому зусилля України, спрямовані на зміцнення демократичних інститутів, покращення економіки та розбудову відносин з міжнародними партнерами. Така перспектива може не враховувати всі складнощі та нюанси ситуації в Україні, потенційно підживлюючи почуття песимізму щодо майбутнього країни.